# Eager Lion

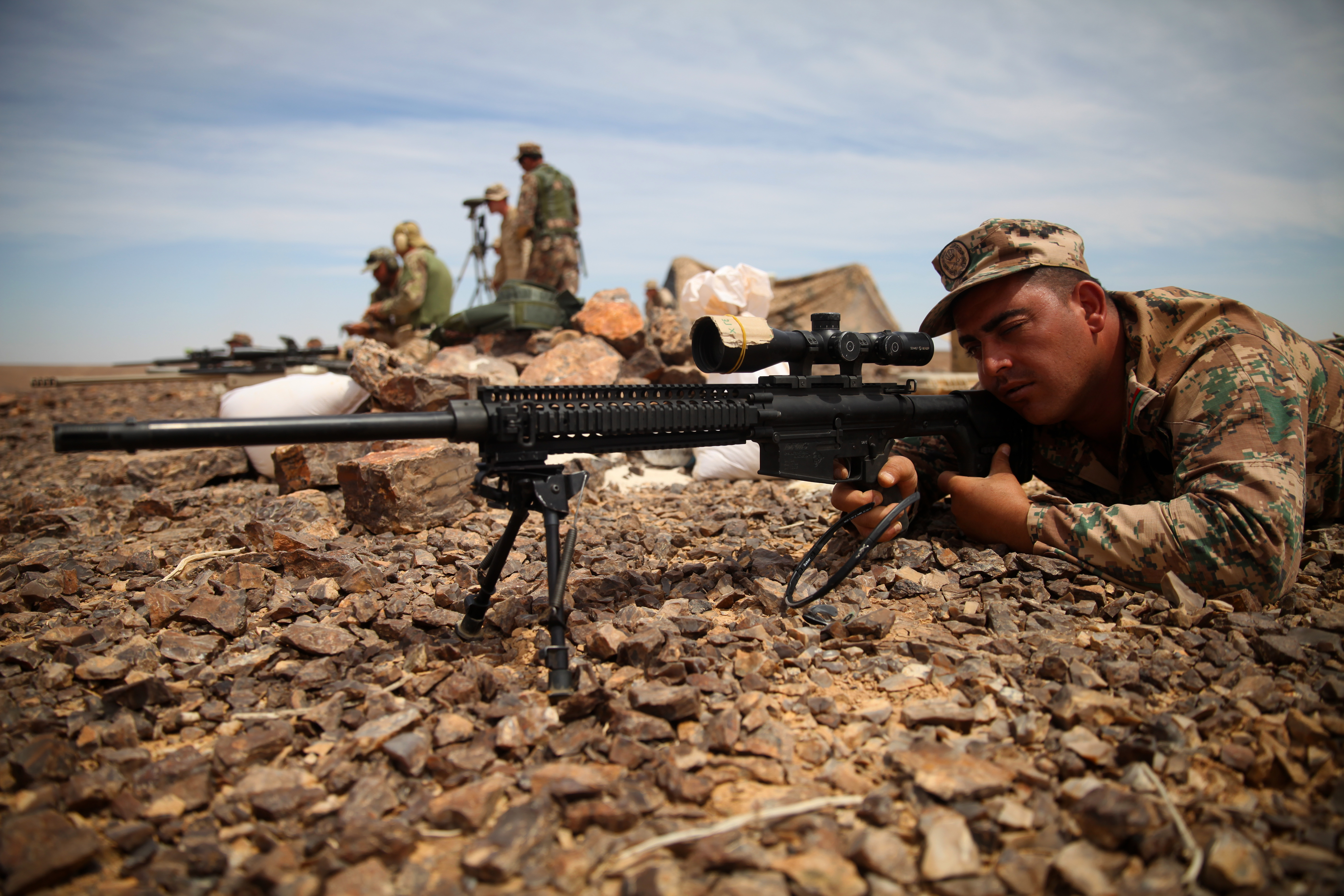
Снайпер збройних сил Йорданії

Eager Lion — двотижневі багатонаціональні військові навчання, які проводяться щорічно в Йорданії з 2010 року. Навчання, організовані Міністерством оборони США зосереджуються на розгортанні військ, хімічній війні, безпеці кордонів, командуванні та контролі, кіберзахисті та управлінні бойовим простором. Згідно з одним джерелом, навчання «є результатом щорічних двосторонніх американо-йорданських навчань «Нескінченне місячне сяйво», які тягнуться з 1990-х років».
У навчаннях 2015 року взяли участь 18 країн: Йорданія, Велика Британія, Франція, Італія, Пакистан, США, Канада, Бельгія, Польща, Австралія, Кувейт, Бахрейн, Катар, Саудівська Аравія, Єгипет, ОАЕ, Ліван, Ірак, Ємен. На сьогодні Eager Lion є найбільшими військовими навчаннями США на Близькому Сході, перевершивши Bright Star.

## Учасники
- Йорданія
- Сполучені Штати Америки
- Велика Британія
- Об'єднані Арабські Емірати
- Австралія
- Греція
- Кіпр
- Ірак
- Саудівська Аравія
- Катар
- Бахрейн
- Кувейт
- Канада
- Польща
- Франція
- Італія
- Єгипет
- Пакистан